# Salpausselkä

Salpausselkä-heuvelruggen

Salpausselkä is een heuvelrug in Zuid-Finland. De Salpausselkä gaat van Hanko via Lahti, Kouvola, Lappeenranta en Imatra tot voorbij de grens met Rusland.

## Definitie
Strikt genomen spreekt men in in het Fins over Salpausselät, het meervoud van Salpausselkä. Er zijn namelijk drie verwante, parallel lopende heuvelruggen die alle ruwweg van Zuid-West naar Noord-Oost lopen. Als men over Salpausselkä (enkelvoud) spreekt, dan wordt bijna altijd de meest zuidelijke bedoeld. Deze wordt ook wel als eerste Salpausselkä of Salpausselkä I aangeduid. De andere twee zijn landschappelijk minder markant.

## Ontstaan en huidige vorm
De Salpausselkä is ontstaan uit zogenaamde eindmorenes aan het einde van het Weichsel-glaciaal, ongeveer 11.000 jaar geleden. De Salpausselkä bestaat, zoals de meeste morenes, uit keileem en zwerfkeien.
Ter hoogte van Lahti bereikt de Salpausselkä een maximale hoogte van 70 meter. Over de gehele heuvelrug gemeten is de gemiddelde hoogte rond de 20 meter.
Keileem staat bekend als zeer slecht (water)doorlatend, maar op één punt heeft het water uit het hoger gelegen Saimaameer zich ongeveer 4000 jaar geleden toch een weg gebaand door de Salpausselkä, en wel bij Imatra. Dit punt heet Imatrankoski (Fins koski betekent 'stroomversnelling, waterval').